# Lea Schwer
Lea Schwer (Bazel, 13 januari 1982) is een voormalige beachvolleyballer uit Zwitserland. Ze speelde van 2002 tot en met 2008 ruim 60 toernooien in de FIVB World Tour. Schwer werd twee keer de nationaal kampioen en nam eenmaal deel aan de Olympische Spelen.

## Carrière
Schwer speelde van 2002 tot en met 2004 met Dinah Kilchenmann. Tijdens hun eerste en tweede seizoen namen ze deel aan de kwalificaties van zes toernooien in de FIVB World Tour, maar wisten ze zich nergens te plaatsen voor een hoofdtoernooi. In 2003 deden ze mee aan de Europese kampioenschappen in Alanya, waar ze na drie nederlagen in de groepsfase strandden. In Zürich wonnen ze een bronzen medaille bij de Zwitserse kampioenschappen. Het jaar daarop speelde Schwer vier toernooien in de World Tour met Kilchenmann, met wie ze een zeventiende plaats bij het Open-toernooi van Gstaad behaalde. Bij de EK in Timmendorfer Strand kwamen ze na een overwinning en twee nederlagen opnieuw niet verder dan de groepsfase. Met Sarah Rohrer deed Schwer mee aan de kwalificaties van de Grand Slam van Klagenfurt en drie Satellite-toernooien en won ze opnieuw een bronzen medaille bij de NK. Met Isabelle Forrer won ze een zilveren medaille bij de EK onder 23 in Brno achter Emilia en Erika Nyström en behaalde ze een dertiende plaats bij het Open-toernooi van Rio de Janeiro.
Van 2005 tot en met 2008 vormde Schwer een team met Simone Kuhn. In hun eerste jaar namen ze deel aan dertien toernooien in de World Tour. In Osaka behaalde het duo een vierde plaats nadat ze de troostfinale van de Brazilianen Adriana Behar en Shelda Bede verloren. In Athene eindigden ze op een gedeeld vijfde plaats en in Parijs en Bali op een gedeeld zevende plaats. Daarnaast wonnen ze het Satellite-toernooi van Lausanne. Bij de WK in Berlijn verloren ze in de derde ronde van het Duitse tweetal Stephanie Pohl en Okka Rau. In de herkansingsronde werden ze in de tweede wedstrijd uitgeschakeld door de Amerikanen Elaine Youngs en Rachel Wacholder. Bij de EK in Moskou eindigden Schwer en Kuhn als vierde. In de halve finale verloren ze in twee sets van het Nederlandse tweetal Rebekka Kadijk en Merel Mooren en in de wedstrijd om het brons waren Pohl en Rau in twee sets te sterk. In eigen land werd Schwer met Kuhn voor het eerst Zwitsers kampioen ten koste van Sarah en Tanja Schmocker. In 2006 deed het duo op mondiaal niveau mee aan twaalf toernooien met vier negende plaatsen als beste resultaat (Shanghai, Gstaad, Stavanger en Klagenfurt). Bij de EK in Den Haag verloren ze in de tweede ronde van de latere kampioenen Aleksandra Sjirjajeva en Natalja Oerjadova uit Rusland. In de tweede herkansingsronde werden ze uitgeschakeld door het Tsjechische tweetal Šárka Nakládalová en Tereza Tobiášová. In Bern prolongeerde het duo hun nationale titel tegen Annalea Hartmann en Karin Trüssel.
Het seizoen daarop namen Schwer en Kuhn deel aan tien reguliere FIVB-toernooien met een zevende plaats in Kristiansand als beste resultaat. Bij de WK in eigen land werden ze in de zestiende finale uitgeschakeld door de latere kampioenen Kerri Walsh en Misty May-Treanor. In 2008 kwam het duo in actie op elf toernooien in de World Tour. Bij de Grand Slam van Gstaad bereikten ze de kwartfinale, waar ze werden uitgeschakeld door Tian Jia en Wang Jie uit China. Bij de EK in Hamburg verloren ze in de tweede ronde van Pohl en Rau en werden ze in de herkansing direct uitgeschakeld door Helke Claasen en Antje Röder uit Duitsland. Het duo kwalificeerde zich voor de Olympische Spelen in Peking, doordat het Oostenrijkse tweetal Sabine Swoboda en Sara Montagnolli zich wegens een blessure ruim een week van tevoren terugtrok. In Peking strandden Schwer en Kuhn na drie nederlagen in de groepsfase. Na afloop van het seizoen beëindigde Schwer haar sportieve loopbaan om zich te richten op haar studie mediawetenschappen en sociologie.

## Palmares
Kampioenschappen
- 2003:  NK
- 2004:  NK
- 2005:  NK
- 2006:  NK